# Witalij Krywycki
Witalij Krywycki SDB (ur. 19 sierpnia 1972 w Odessie) – ukraiński biskup rzymskokatolicki, biskup diecezjalny kijowsko-żytomierski od 2017.

## Życiorys
Pochodzi z rodziny polskiej (ojciec z Krzywickich, matka z Kamińskich).
Święcenia kapłańskie otrzymał 24 maja 1997 w zgromadzeniu salezjanów. Pracował w zakonnych parafiach na terenie Ukrainy (m.in. w Odessie i Przemyślanach).
30 kwietnia 2017 papież Franciszek mianował go biskupem diecezjalnym kijowsko-żytomierskim. Sakry udzielił mu 24 czerwca 2017 nuncjusz apostolski na Ukrainie – arcybiskup Claudio Gugerotti.